# Milan Zvarík
Milan Zvarík (* 23. listopadu 1951) je bývalý slovenský fotbalista, obránce.

## Fotbalová kariéra
Hrál za Spartak Trnava, ZVL Žilina a Vojvodinu Novi Sad. V československé lize nastoupil ke 290 utkáním a dal 10 gólů. Za juniorskou reprezentaci nastoupil ve 3 utkáních. Vítěz Československého poháru v roce 1975. V Poháru mistrů evropských zemí nastoupil ve 3 utkáních, v Poháru vítězů pohárů ve 2 utkáních.

## Ligová bilance
| Ročník                                   | Zápasy | Góly | Klub               |
| ---------------------------------------- | ------ | ---- | ------------------ |
| 1. československá fotbalová liga 1973/74 | 20     | 0    | Spartak Trnava     |
| 1. československá fotbalová liga 1974/75 | 25     | 0    | Spartak Trnava     |
| 1. československá fotbalová liga 1975/76 | 20     | 0    | Spartak Trnava     |
| 1. československá fotbalová liga 1976/77 | 24     | 1    | Spartak Trnava     |
| 1. československá fotbalová liga 1977/78 | 26     | 2    | Spartak Trnava     |
| 1. československá fotbalová liga 1978/79 | 27     | 1    | Spartak Trnava     |
| 1. československá fotbalová liga 1979/80 | 19     | 1    | Spartak Trnava     |
| 1. československá fotbalová liga 1980/81 | 28     | 1    | Spartak Trnava     |
| 1. československá fotbalová liga 1981/82 | 6      | 0    | Spartak Trnava     |
| 1. československá fotbalová liga 1982/83 | 30     | 3    | ZVL Žilina         |
| 1. československá fotbalová liga 1983/84 | 25     | 1    | ZVL Žilina         |
| 1. československá fotbalová liga 1984/85 | 29     | 0    | ZVL Žilina         |
| 1. československá fotbalová liga 1985/86 | 11     | 0    | ZVL Žilina         |
| 1. jugoslávská fotbalová liga 1985/86    | 3      | 0    | Vojvodina Novi Sad |
| CELKEM                                   | 290    | 10   |                    |